# Tín Dương
Tín Dương (giản thể: 信阳市; phồn thể: 信陽市; bính âm: Xìnyáng Shì, Hán-Việt: Tín Dương thị) là một địa cấp thị của tỉnh Hà Nam, Trung Quốc. Thành phố Tín Dương có diện tích 18.819 km², dân số năm 2020 là 6.234.401 người.=

## Phân chia hành chính
Địa cấp thị Tín Dương được chia thành 10 đơn vị hành chính gồm 2 quận và 8 huyện.
- Quận Sư Hà (浉河区)
- Quận Bình Kiều (平桥区)
- Huyện Hoàng Xuyên (潢川县)
- Huyện Hoài Tân (淮滨县)
- Huyện Tín huyện (息县)
- Huyện Tân huyện (新县)
- Huyện Thương Thành (商城县)
- Huyện Cố Thủy (固始县)
- Huyện La Sơn (罗山县)
- Huyện Quang Sơn (光山县)